# Lycosa artigasi
Lycosa artigasi là một loài nhện trong họ Lycosidae.
Loài này thuộc chi Lycosa. Lycosa artigasi được Casanueva miêu tả năm 1980.